# Марк Юний Силан (консул 46 года)
Марк Юний Силан (лат. Marcus Iunius Silanus; 14—54) — римский политический деятель, принадлежавший к династии Юлиев-Клавдиев, консул 46 года. Был отравлен по приказу Агриппины Младшей, матери императора Нерона.

## Биография
Силан принадлежал к знатному плебейскому роду Юниев и был сыном консула 19 года того же имени. По матери, Эмилии Лепиде, он был праправнуком Октавиана Августа через Юлию Младшую и, таким образом, находился в близком родстве с императорами Тиберием, Калигулой и Клавдием.
Марк Юний родился в 14 году. Эта дата известна благодаря сообщению Плиния Старшего о том, что Август застал рождение своего первого праправнука и умер в том же году. Характер Силана был настолько вялым, что Калигула даже прозвал его «золотой овечкой». Не позже 40 года Марк Юний стал членом жреческой коллегии арвальских братьев. В 46 году он был консулом (совместно с Децимом Валерием Азиатиком), а в 54 году стал проконсулом провинции Азия.
В том же году Силан погиб. Агриппина Младшая, только что добившаяся верховной власти для своего семнадцатилетнего сына Нерона, боялась, что Силан будет мстить за своего брата Луция и что народ может счесть Марка Юния более достойным преемником Клавдия. Поэтому всадник Публий Целер и вольноотпущенник Гелий по приказу Агриппины отравили Силана на пиру, и притом, по словам Тацита, «так открыто, что это ни для кого не осталось тайной».
Сыном Марка Юния, по-видимому, был Луций Юний Силан Торкват.